# Szuwar mozgowy
Szuwar mozgowy, zespół mozgi trzcinowatej, szuwar mozgi trzcinowatej (Phalaridetum arundinaceae) – zespół roślinności łąkowo-szuwarowej budowany głównie przez mozgę trzcinowatą z domieszką wiechliny błotnej.

## Charakterystyka
Niski szuwar trawiasty zajmujący płytkie wody i podmokłe siedliska lądowe – porastające brzegi cieków i zbiorników wodnych. Siedlisko żyzne (eutroficzne lub mezotroficzne), o odczynie lekko zasadowym. Podłoże mineralne lub organiczno-mineralne. W ciekach zwykle sąsiaduje z roślinnością wodną, a w jeziorach z szuwarami wysokimi. Od lądu zwykle sąsiaduje z turzycowiskami. W sukcesji zastępuje zbiorowiska szuwaru wysokiego i roślin wodnych, a przechodzi w turzycowiska Caricetum gracilis lub Caricetum acutiformis, a na siedliskach mineralnych także w trzcinowiska.
Zbiorowisko zasadniczo zaliczane do związku Magnocaricion, choć w niektórych opracowaniach zaliczano je do związku Phragmition lub Phalaridion.
Występowanie
Pospolite w całej Polsce, mniej liczne w części południowej.
Charakterystyczna kombinacja gatunków
ChAss. : mozga trzcinowata (Phalaris arundinacea).
ChCl. : żabieniec babka wodna (Alisma plantago-aquatica), ponikło błotne (Eleocharis palustris), skrzyp bagienny (Equisetum fluviatile), manna mielec (Glyceria maxima), trzcina pospolita (Phragmites australis), szczaw lancetowaty (Rumex hydrolapathum), oczeret Tabernemontana (Schoenoplectus tabernaemontani), marek szerokolistny (Sium latifolium), pałka szerokolistna (Typha latifolia).
ChAll. : turzyca błotna (Carex acutiformis), turzyca tunikowa (Carex appropinquata), turzyca Buxbauma (Carex buxbaumii), turzyca dwustronna (Carex disticha), turzyca zaostrzona (Carex acuta), turzyca sztywna (Carex elata), turzyca prosowa (Carex paniculata), turzyca nibyciborowata (Carex pseudocyperus), turzyca brzegowa (Carex riparia), turzyca dzióbkowata (Carex rostrata), turzyca pęcherzykowata (Carex vesicaria), turzyca lisia (Carex vulpina), szalej jadowity (Cicuta virosa), kłoć wiechowata (Cladium mariscus), przytulia błotna (Galium palustre), kosaciec żółty (Iris pseudacorus), tojeść bukietowa (Lysimachia thyrsiflora), kropidło piszczałkowate (Oenanthe fistulosa), gorysz błotny (Peucedanum palustre), mozga trzcinowata (Phalaris arundinacea), wiechlina błotna (Poa palustris), jaskier wielki (Ranunculus lingua), tarczyca pospolita (Scutellaria galericulata).
Comp. : krwawnica pospolita (Lythrum salicaria), tojeść pospolita (Lysimachia vulgaris), knieć błotna (Caltha palustris), rdest ziemnowodny (Polygonum amphibium), niezapominajka błotna (Myosotis palustris), jaskier rozłogowy (Ranunculus repens), żywokost lekarski (Symphytum officinale).